# Sale Ngahkwe
Sale Ngahkwe (tiếng Miến Điện: စလေငခွေး, phát âm [sàlè ŋəkʰwé]; c. 875–934) là một nhân vật đáng chú ý trong triều đại Pagan Miến Điện (Myanmar), được nhớ đến với sự thăng tiến đầy kịch tính từ một khởi đầu khiêm tốn lên ngôi vua thông qua hành động giết vua.
Sale Ngahkwe được cho là hậu duệ của Vua Thingayaza xứ Pagan, mặc dù ông lớn lên trong sự ẩn dật tại Sale, một vùng ở miền trung Miến Điện. Cuộc sống ban đầu của ông không có gì nổi bật, và ông phục vụ như một người hầu cận chăm sóc ngựa trong triều đình Vua Tannet. Trong một hành động táo bạo và bạo lực, Ngahkwe đã ám sát Vua Tannet, chủ nhân của mình, và chiếm lấy ngôi vua. Hành động giết vua này đánh dấu một thời điểm quan trọng và đầy biến động trong lịch sử triều đại Pagan.
Ngahkwe cai trị triều đại Pagan từ khoảng năm 904 đến 934. Mặc dù có nhiều tranh cãi xung quanh việc ông lên ngôi, ông đã giữ được quyền lực trong khoảng 30 năm. Như với nhiều vị vua đầu tiên Pagan, các ngày tháng về cuộc đời và triều đại Ngahkwe khác nhau giữa các biên niên sử Miến Điện. Zatadawbon Yazawin, biên niên sử cổ nhất và thường được coi là chính xác nhất cho thời kỳ Pagan, cung cấp một bộ ngày tháng, trong khi các biên niên sử khác lại đưa ra các phiên bản khác nhau.
| Biên niên sử                    | Sinh-mất | Tuổi | Trị vì  | Thời gian trị vì |
| ------------------------------- | -------- | ---- | ------- | ---------------- |
| Zatadawbon Yazawin              | 875–934  | 59   | 904–934 | 30               |
| Maha Yazawin                    | 847–901  | 54   | 876–901 | 25               |
| Yazawin Thit và Hmannan Yazawin | 857–915  | 58   | 906–915 | 9                |
| Hmannan điều chỉnh              | 885–943  | 58   | 934–943 | 9                |

Triều đại Sale Ngahkwe là một minh chứng cho bản chất đầy biến động và thường xuyên bạo lực thời kỳ Pagan đầu tiên. Câu chuyện của ông phản ánh những thách thức trong việc duy trì quyền lực trong một thời kỳ mà ám sát và đảo chính không phải là điều hiếm gặp. Dù ông lên ngôi một cách bạo lực, triều đại Ngahkwe kéo dài ba thập kỷ, cho thấy một mức độ ổn định hoặc củng cố quyền lực sau khi ông giành được quyền lực ban đầu.